# Gracie Family
Die Gracie Family ist eine Kampfsport-Familie aus Brasilien, die mit der Entwicklung des Brazilian Jiu-Jitsu (BJJ) bekannt wurde.
Sie erzielte Erfolge in Kampfsport-Turnieren aus den Bereichen MMA, Vale Tudo, sowie Submission Grappling. Die Familie richtet die Gracie Challenge aus, die die verschiedenen Stile des modernen Jiu-Jitsu fördert. Die Familie steht dabei in engem verwandtschaftlichen Verhältnis zur Machado Family, die mit dem RCJ Machado Brazilian Jiu-Jitsu-Stil ebenfalls einen BJJ-Zweig entwickelt hat, der stark mit dem Stil des Gracie Jiu-Jitsu verwandt ist.

## Ursprünge
Ein Teil der Familie Gracie stammt von George Gracie ab, einem schottischen Vorfahren aus dem Gut Carronhill der schottischen Grafschaft Dumfriesshire, der 1826 im Alter von 25 Jahren nach Südamerika auswanderte. George war ein Sohn von James (geb. 1772), dem zweiten Sohn des Familien-Patriarchen George Gracie (* 1734), und Jean Patterson. Der Sohn von George hieß Pedro, dessen Sohn wiederum war Gastão, der der Vater von Carlos Gracie und Hélio Gracie war. Carlos Gracie und Hélio Gracie sind also zu 1/8 schottisch.

## Jiu-Jitsu
Gastão Gracie aus Rio de Janeiro, der Enkel von George Gracie, heiratete 1901 Cesarina Pessoa Vasconcellos und zog nach Belém do Pará. Gastão Gracie wurde ein Geschäftspartner des American Circus in Belém. 1916 gastierte der Italian Argentine Queirolo Brothers Zirkus und präsentierte Mitsuyo Maeda, einen japanischen Judoka und renommierten Kampfsportler. 1917 sah Carlos Gracie, der älteste Sohn von Gastão Gracie, eine Demonstration Maedas im Da Paz Theatre und entschloss sich, ebenfalls Judo zu lernen. Maeda erklärte sich bereit, Carlos Gracie zu unterrichten. 1921, nach einer finanziellen Durststrecke, sowie dem Tod von Pedro Gracie, entschloss sich Gastão Gracie, mit seiner Familie nach Rio de Janeiro zurückzukehren.
Carlos Gracie brachte daraufhin seinerseits die bei Maeda gelernten Ausbildungsinhalte seinen Brüdern Oswaldo, Gastão Jr., und George bei. Hélio war zu jung und zu krank, um an der Ausbildung teilzunehmen. Er konnte aufgrund seiner physischen Verfassung keinen Kampfsport ausüben. Trotzdem wurde Hélio Steuermann des örtlichen Rudererteams sowie ein Wettkampfschwimmer.
Trotz seiner schlechten Gesundheit lernte Hélio die Kunst der Jiu Jitsu, indem er seinen Brüdern über die Schultern sah.
Heute werden Hélio und Carlos Gracie weitgehend als Entwickler des modernen Brazilian Jiu-Jitsu angesehen. Wichtig zum klassischen Jiu Jitsu ist hier in Abgrenzung auch die Schreibweise des Brazilian Jiu-Jitsu mit Bindestrich.
Lange Jahre hatte die Gracie Family das Monopol auf Vale Tudo-Events. Aufgrund ihrer immer beliebter werdenden Wettkämpfe gewannen sie allmählich an Einfluss, mit dem sie ihre Familienmitglieder in der Vale Tudo-Gemeinschaft förderten.
Roger Gracie gewann die World Jiu-Jitsu Championship zehnmal in verschiedenen Gewichtsklassen (sechsmal 100 kg, einmal 100 kg+ und dreimal in der offenen Gewichtsklasse). Er gewann auch die Pan-American Championship in der offenen Gewichtsklasse 2006 und die European Championships 2005 in der 100+ kg sowie der offenen Gewichtsklasse.
Kron Gracie gewann die ADCC Submission Wrestling World Championship in der Gewichtsklasse unter 77 kg im Jahr 2013, sowie die European Championships in der Gewichtsklasse 82 kg im Jahr 2009.
Clark Gracie gewann die Pan-American Championship in der Gewichtsklasse unter 82 kg 2013.
Kyra Gracie gewann die ADCC Submission Wrestling World Championship der Frauen unter 60 kg 2005, 2007, sowie 2011 und die World Jiu-Jitsu Championship viermal (dreimal in der Gewichtsklasse unter 64 kg sowie einmal in der offenen Gewichtsklasse für Frauen).

## Familienmitglieder

### Erste Generation
- Carlos Gracie († 1994)
- Osvaldo Gracie
- Gastão Gracie Jr.
- Jorge Gracie
- Hélio Gracie (1913–2009)
- Helena Gracie
- Ilka Gracie
- Mary Gracie

### Zweite Generation
- Carlson Gracie
- Robson Gracie, auch bekannt als Carlos Robson Gracie (derzeitiger Präsident der Jiu-Jitsu Federation von Rio de Janeiro)
- Geysa Gracie
- Rose Clair Gracie
- Sonja Gracie Gronning
- Oneica Gracie Rodrigues
- Reyson Gracie
- Reylson Gracie
- Rosley Gracie
- Rolange Gracie
- Carley Gracie
- Rolls Gracie (†. 1982)
- Rocian Gracie
- Carlion Gracie
- Clair Gracie
- Carlos Gracie Jr. (derzeitiger Präsident der International Brazilian Jiu-Jitsu Federation)
- Carla Gracie
- Crolin Gracie
- Reyla Gracie
- Rillion Gracie
- Kirla Gracie
- Rorion Gracie
- Relson Gracie
- Rickson Gracie
- Rolker Gracie
- Royler Gracie
- Royce Gracie
- Rerika Gracie
- Robin Gracie
- Ricci Gracie

### Dritte Generation
- Carlson Gracie Jr.
- Charles Gracie
- Clark Gracie
- Daniel Gracie Simoes
- Heather Grace Gracie
- Kron Gracie
- Kywan Gracie Behring
- Ralston Gracie
- Ralek Gracie
- Ralph Gracie
- Ryron Gracie
- Reylan Gracie
- Rener Gracie
- Renzo Gracie
- Reyson Gracie
- Rodrigo Gracie
- Roger Gracie
- Rolles Gracie, Jr.
- Ryan Gracie (†. 2007)
- Cesar Gracie

### Vierte Generation
- Kyra Gracie Guimarães
- Neiman Gracie
- Raevan Gracie